# Saaxumhuizen
Saaxumhuizen (Gronings: Soaksumhoezen) is een klein dorpje in de gemeente Het Hogeland (provincie Groningen, Nederland). Het ligt in het noordelijke gedeelte van de gemeente, grofweg tussen Eenrum, Rasquert, Den Andel en Westernieland.

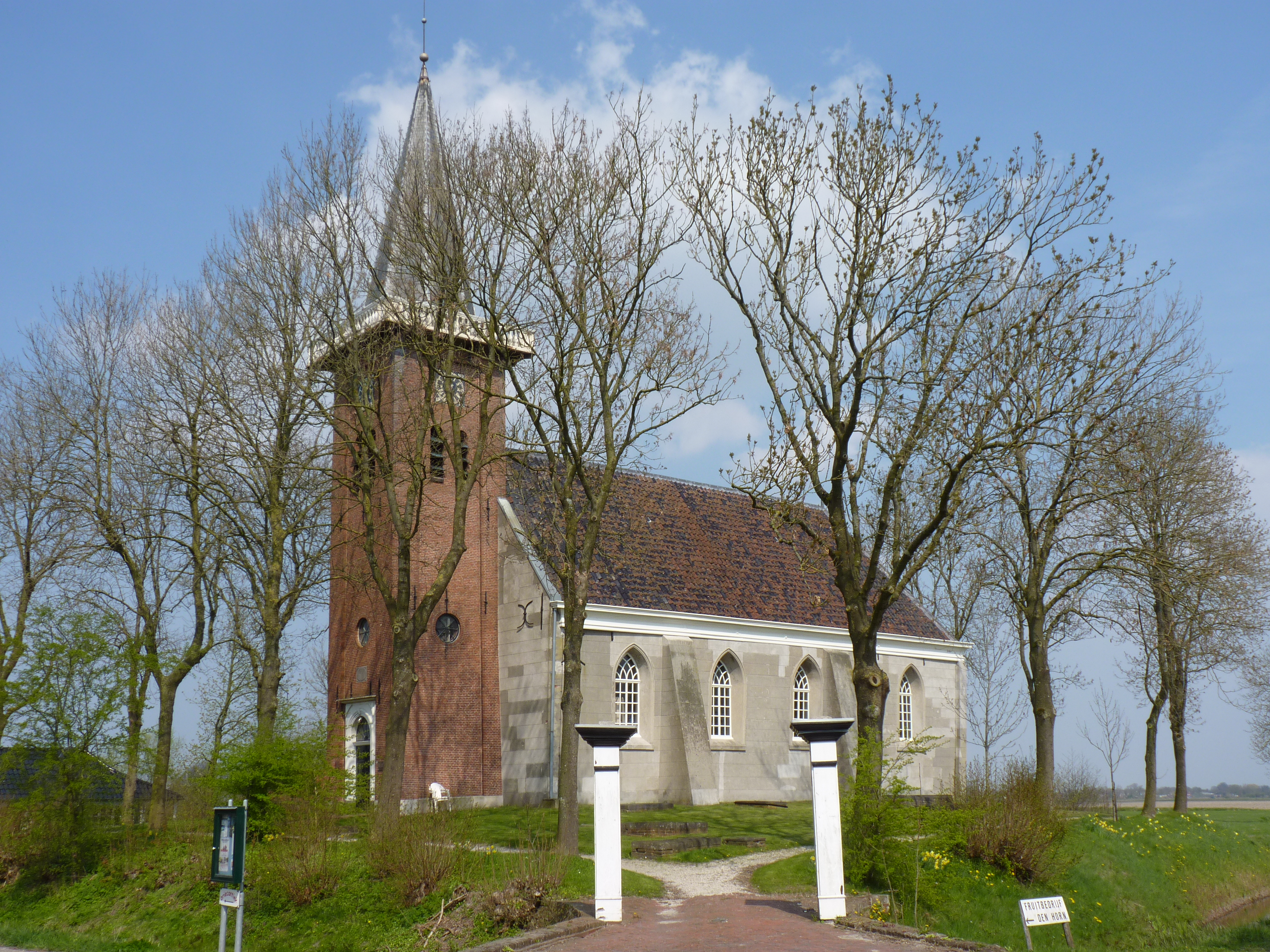
kerk van Saaxumhuizen

Hoewel het nog geen twintig huizen telt heeft het dorpje wel een kerk uit de dertiende eeuw. Het kerkje is in de negentiende eeuw gepleisterd, zodat de oorspronkelijke bakstenen(kloostermoppen uit Aduard) niet meer zichtbaar zijn. Het torentje bij het kerkje is te beklimmen en biedt uitzicht over het Hogeland.
Naast een yoga studio heeft Saaxumhuizen een bed and breakfast, Pronkkamer Finisterre, een voormalige bakkerij uit 1778.
Het aantal inwoners van het dorp per 1 januari 2023 is onbekend, omdat het CBS de BAG-woonplaats "Saaxumhuizen", niet als zodanig afgebakende wijk/buurt heeft ingedeeld. Voor het CBS maakt de BAG-woonplaats Saaxumhuizen onderdeel uit van de buurt "Buitengebied Baflo", welke een veel groter gebied omvat dan enkel de plaats Saaxumhuizen.

## Geboren
- Marius Bouwman (1901-1961), predikant, kerkrechtgeleerde, advocaat en procureur